# Морська стаціонарна платформа

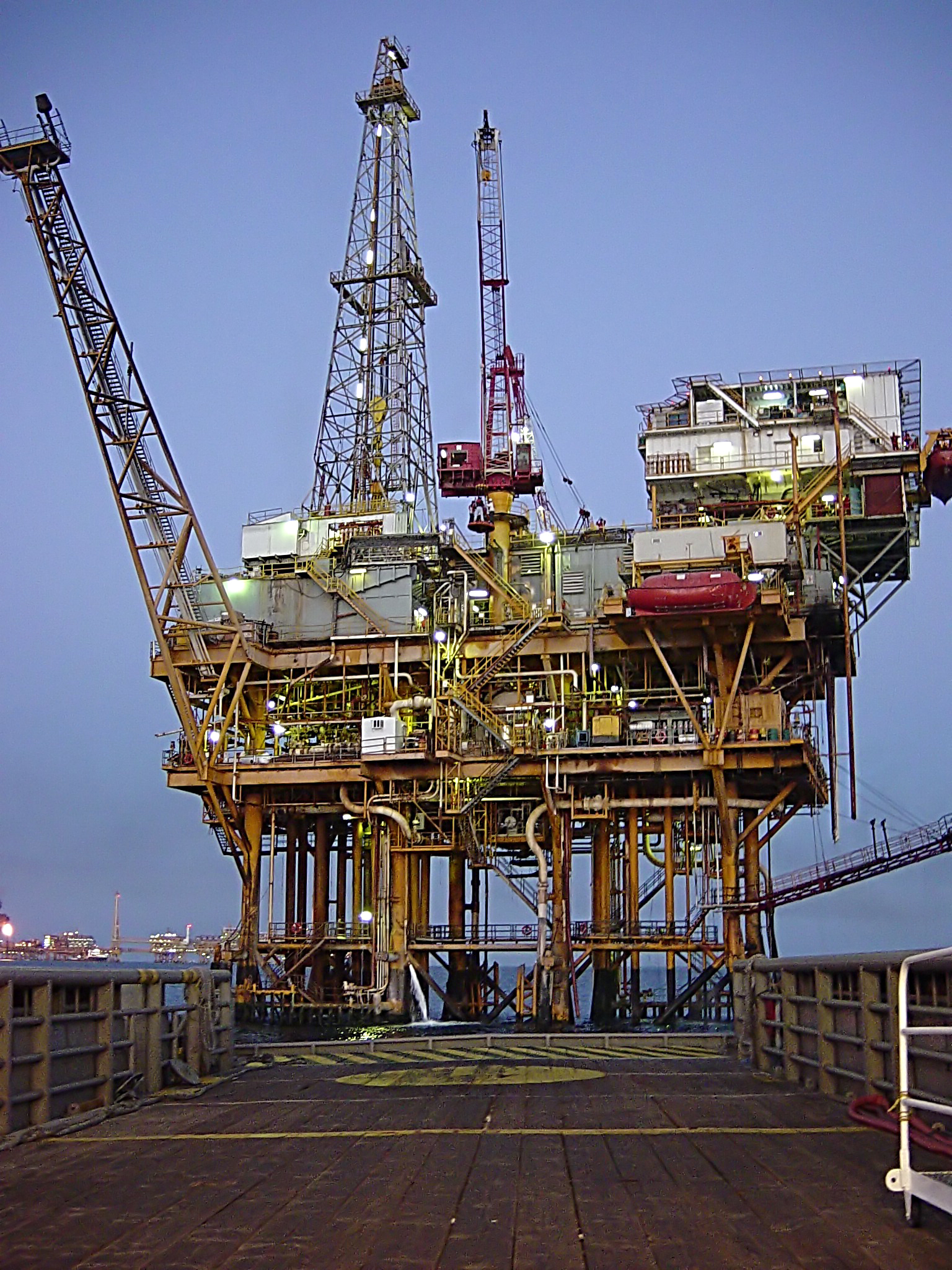
Стаціонарна платформа у Мексиканській затоці

Морська стаціонарна платформа (МСП), (рос. морская стационарная платформа (МСП); англ. off-shore fixed platform; нім. Offshore-Stationarplattform f) — гідротехнічна споруда для буріння та експлуатації нафтових і газових свердловин на морі. Складається із декількох опорних блоків, які встановлюються і закріплюються забивними палями на дні моря. На верхній палубі встановлюється бурове та експлуатаційне обладнання.

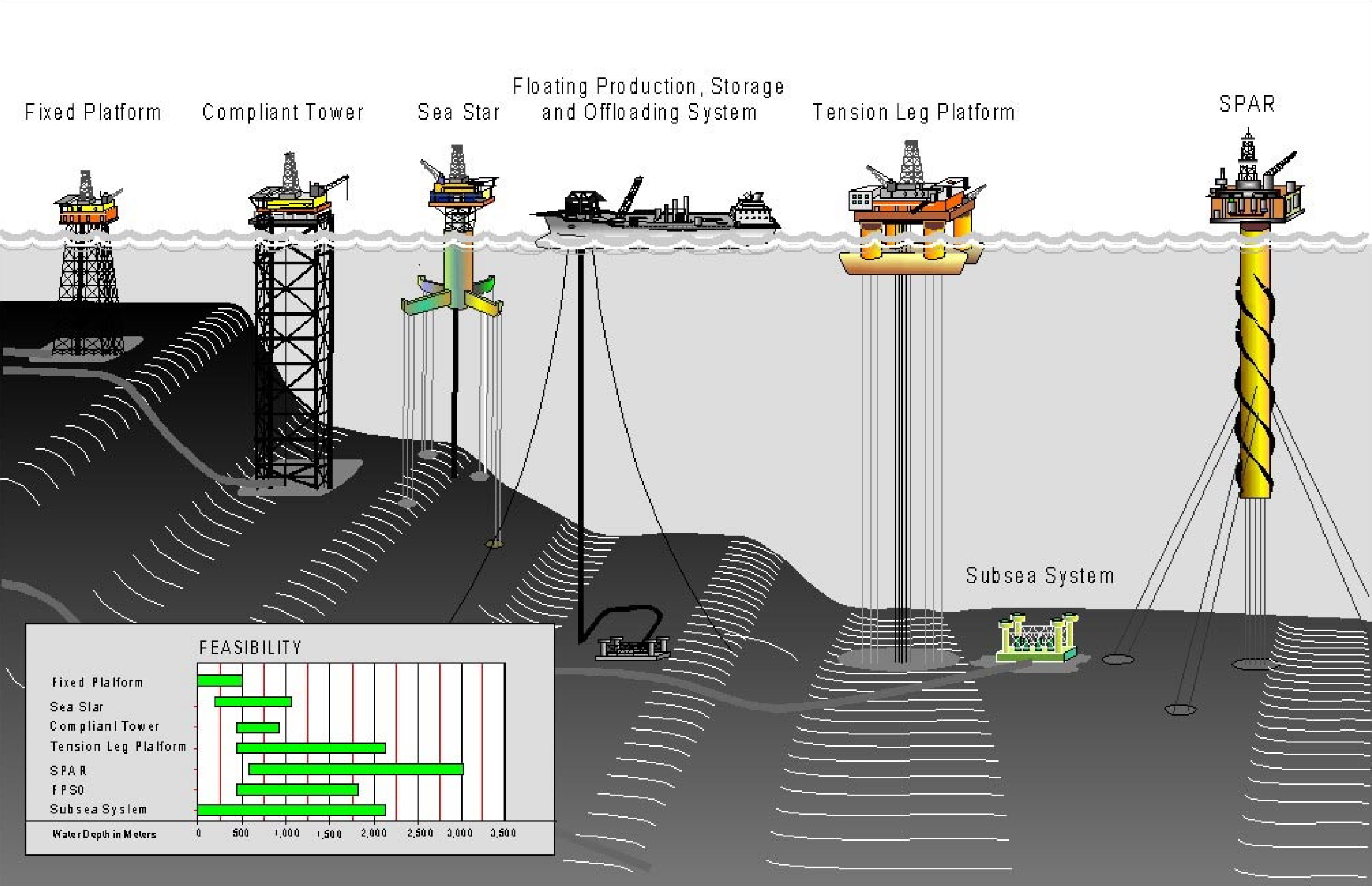
Порівняння систем морського буріння. Стаціонарна платформа показана зліва.

Використовують для буріння та експлуатації куща свердловин на нафту і газ при глибині моря до 500 м. З однієї платформи бурять до 60 похило-скерованих свердловин. Стаціонарні бурові платформи є конструкцією у вигляді призми або чотиригранної піраміди, яка піднімається над рівнем моря (на 16-25 м) і опирається на дно з допомогою забитих у дно паль (каркасні бурові платформи) або фундаментних башмаків (гравітаційні бурові платформи). Надводна частина складається з майданчика, на якому розміщені енергетичне, бурове і технологічне устаткування, житловий блок із гелікоптерним майданчиком та інше обладнання загальною масою до 15 тис. Опорний блок каркасних бурових платформ виготовляють у вигляді трубчастої металевої решітки, яка складається з 4-12 колон діаметром 1-2,4 м. Закріплюють блок з допомогою забивних або бурозаливних паль. Гравітаційні платформи виготовляються повністю із залізобетону або комбінованими (опори з металу, башмаки із залізобетону) і утримуються за рахунок маси споруди. Основи гравітаційних бурових платформ складаються з 1—4 колон діаметром 5-10 м. Стаціонарні бурові платформи призначені для тривалої (не менше 25 років) роботи у відкритому морі, тому до них ставляться високі вимоги щодо забезпечення перебування обслуговчого персоналу, підвищеної пожежо- і вибухобезпеки, захисту від корозії, заходів з охорони довкілля та ін. Характерна особливість стаціонарних бурових платформ — постійна динамічність, тобто для кожного родовища розробляється свій проект комплектації платформ енергетичним, буровим і експлуатаційним обладнанням, при цьому конструкцію платформи визначають умови в районі буріння, глибина буріння, дебіт і кількість свердловин, кількість верстатів для буріння.